# Uromyces magnusii
Uromyces magnusii är en svampart som beskrevs av Kleb. 1913. Uromyces magnusii ingår i släktet Uromyces och familjen Pucciniaceae.   Inga underarter finns listade i Catalogue of Life.